# Doreen Massey
Pour les articles homonymes, voir Massey et Doreen Massey.
Doreen Barbara Massey, FRSA, née le 3 janvier 1944 à Manchester (Angleterre), et morte le 11 mars 2016, est une géographe et chercheuse en sciences humaines et sociales britannique. Associée au courant de la géographie marxiste, elle est professeure émérite de géographie à l'Open University. Elle est membre de la British Academy.
En 1998, elle est la récipiendaire du Prix Vautrin-Lud du Festival international de géographie, considéré comme le Prix Nobel de géographie.

## Carrière universitaire
Doreen Massey est née en 1944 à Manchester et passe la plus grande partie de son enfance à Wythenshawe. Elle effectue un bachelor de géographie économique à l'Université d'Oxford puis un Master in Regional Science à l'Université de Pennsylvanie en 1972.
Elle commence sa carrière à Londres en 1968 en rejoignant le think tank Centre for Environmental Studies (CES) fondé par le gouvernement travailliste d'Harold Wilson. Celui-ci fut dissout par le gouvernement de Margaret Thatcher en 1979 et se transforma en une plateforme de l'Open University.
Doreen Massey travaille temporairement pour la London School of Economics, l'université de Berkeley avant d'être embauchée comme Professeure de géographie de 1982 à sa retraite en 2009 et Professeure émérite de géographie de 2009 à son décès par l'Open University.

## Champs de recherche et posture critique
Ses recherches ont porté essentiellement sur la mondialisation, les villes, le développement, les concepts de lieu (place) et d'espace (space) ainsi que sur les problématiques féministes et post-coloniales.
Doreen Massey est marquée tôt par un rapport critique à l'institution universitaire et à la géographie positiviste fortement mathématisée. Elle inclut dès ses premiers travaux des analyses en termes de domination et publie en 1984 Spatial Divisions of Labour : Social structures and the geography of production qui porte notamment sur les pertes d'emploi industriel en Grande-Bretagne analysés comme produites par des mécanismes de développement inégal reflétant des rapports sociaux de classes.
Ses travaux font dialoguer les différentes sciences sociales. Dans Geography Matters ! A Reader, Doreen Massey définit la géographie humaine à partir des relations qu'elle aurait vocation à étudier :
- entre phénomènes sociaux et leur spatialité,
- entre société et environnement naturel,
- entre des dimensions distinctes de la vie sociale.

Selon elle, le spatial est un construit social et le social est un construit spatial. Dans For Space, elle définit l'espace comme un ensemble de relations et le lieu comme correspondant toujours à une histoire plurielle inscrite dans un espace ni fermé, ni discret.
Ses recherches intègrent progressivement le post-colonialisme et le féminisme sous l'influence d'idées postmodernes, de façon à les concilier avec la géographie marxiste. Space, Place and Gender et l’article "Flexible Sexism" opposent ainsi une relecture féministe aux travaux d’Edward Soja et de David Harvey. Son livre Space, Place and Gender critique aussi les idées de compression de l'espace et réduction des distances par la mondialisation qui, selon elle, résultent d'une lecture du phénomène depuis le point de vue de celles et ceux qui en profitent et non depuis les autres pour qui, au contraire, la mondialisation conduit à un espace de moins en moins praticable et à des distances plus grandes.

## Engagement
Doreen Massey s'est engagée dans les luttes féministes, de l’Angleterre ouvrière, de l’État-Providence anglais, et des inégalités de développement. Elle crée en 1995 avec Michael Rustin et de Stuart Hall le journal Soundigs (en).

## Hommages et distinctions
- Docteure honoris causa en lettres de l'université de Glasgow en 2009[5]
- Prix Vautrin-Lud en 1998

## Publications
- (en) Cordey-Hayes, M. & Massey, D. B. (1970). An operational urban development model of Cheshire. London: Centre for Environmental Studies.
- (en) Massey, D.B. 1971. The basic: service categorisation in planning  London: Centre for Environmental Studies.
- (en) Massey, D.B. 1974. Towards a critique of industrial location theory  London: Centre for Environmental Studies.
- (en) Massey, D.B & Batey, P.W.J. (Eds)(1977) "Alternative Frameworks for analysis", London:Pion  (ISBN 085086061X)
- (en) Massey, D.B. &  Catalano, A. (1978) Capital and land: Landownership by capital in Great Britain. London: Edward Arnold.  (ISBN 0713161086 et 0713161094)
- (en) Massey, D.B. & Meegan, R.A. (1979) The geography of industrial reorganisation: The spatial effects of the restructuring of the electrical engineering sector under the industrial reorganisation corporation. Oxford and New York: Pergamon Press.
- (en) Massey, D.B. & Meegan, R.A. (1982) The anatomy of job loss: The how, why, and where of employment decline. London and New York: Methuen.
- (en) Massey, D.B. (1984) Spatial divisions of labour: Social structures and the geography of production. New York: Methuen.
- (en) Massey, D.B. (1987) Nicaragua. Milton Keynes, England and Philadelphia: Open University Press.
- (en) Massey, D.B. (1988) Global restructuring, local responses. Atwood lecture. Worcester, Mass.: Graduate School of Geography, Clark University.
- (en) Ginwala, F, Mackintosh, M, &  Massey, D.B. (1991) Gender and economic policy in a democratic South Africa. Milton Keynes, UK: Development Policy and Practice, Technology Faculty, Open University.
- (en) Massey, D. B. (1991) « Flexible Sexism » in Environment and Planning D : Society and Space 9(1), p.31‑57.
- (en) Massey, D.B. (1994) Space, place, and gender. Minneapolis: University of Minnesota Press.
- (en) Massey, D.B. (1995) Spatial divisions of labor: Social structures and the geography of production 2nd edition. New York: Routledge.
- (en) Hall, S., Massey, D.B., & Rustin, M. (1997) The next ten years. London: Soundings.
- (en) Allen, J., Massey, D.B, Cochrane, A. (1998) Rethinking the region. New York: Routledge.
- (en) Massey, D.B (2005) For Space, London: Sage  (ISBN 1412903610 et 1412903629)
- (en) Massey, D.B. (2007). World City, Cambridge: Polity Press.
- (en) Massey, D.B. (2010). World City, published with new Preface: "After the Crash", July 2010. Cambridge: Polity Press